# Bun (pain)
Pour les articles homonymes, voir Bun.
Le bun (terme anglais provenant du moyen anglais bunne, venant lui-même de l'anglo-normand, bugne) est un petit pain de forme et de taille variée mais il est surtout connu en tant que « hamburger bun » (petit pain allemand de Hambourg, rond à croûte fine, dorée, recouverte de graines de sésame et à la texture moelleuse comme le pain de mie) et confectionné aujourd'hui pour les hamburgers, que ce soit en cuisine traditionnelle ou en fast food.

## Principaux petits pains

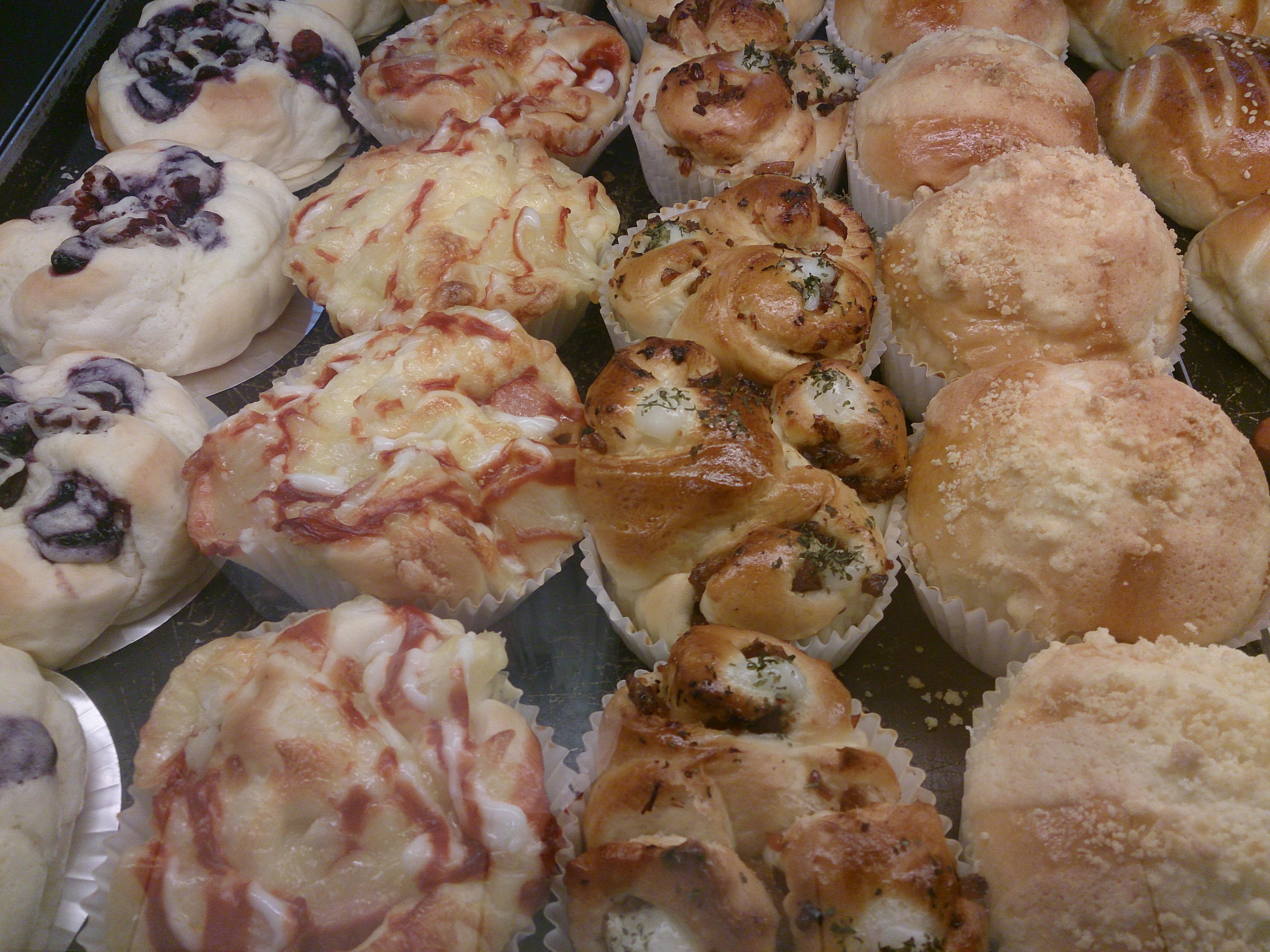
Buns variés.

Les petits pains connaissent de nombreuses variantes locales : bánh bao, baozi, bun de bœuf (en), boston bun (en), dampfnudel, hamburger bun, hot dog bun (en), kanelbulle, mantou, pain de mort, rou jia mo, etc.

## La fabrication de petits pains pour hamburger
Les buns des sandwicheries McDonald’s sont fabriqués à partir de farine de blé, d'eau, de sucre, de gluten, d'huile de colza, de levure, de sel, de graines de sésame, d'additifs déclarables (émulsifiant E472e, E282, E300) et non-déclarables sur l’étiquetage (dextrose, E471, E306, enzymes).
La principale société pourvoyeuse de buns pour McDondald’s, East Balt, a été fondée à Chicago en 1955. East Balt France dispose de 3 usines de transformation, à Fleury-Mérogis depuis 1991, Aix-en-Provence depuis 2010, et au Plessis-Pâté depuis 2019 : ils ont une capacité journalière de fabrication de plus de 3 millions de buns et en ont vendu 798 millions en 2013.

## Galerie de photographies

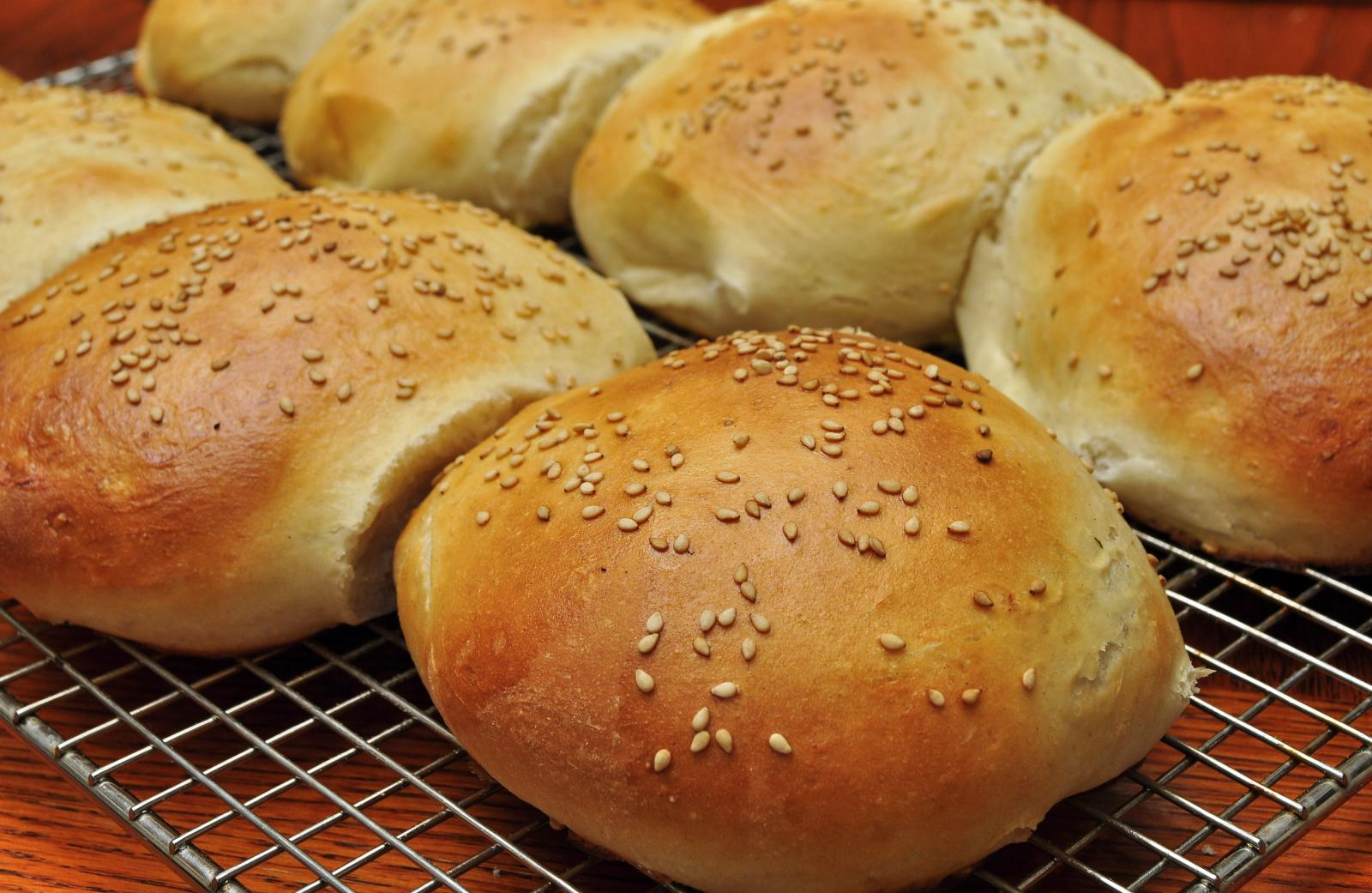
Buns pour hamburger.
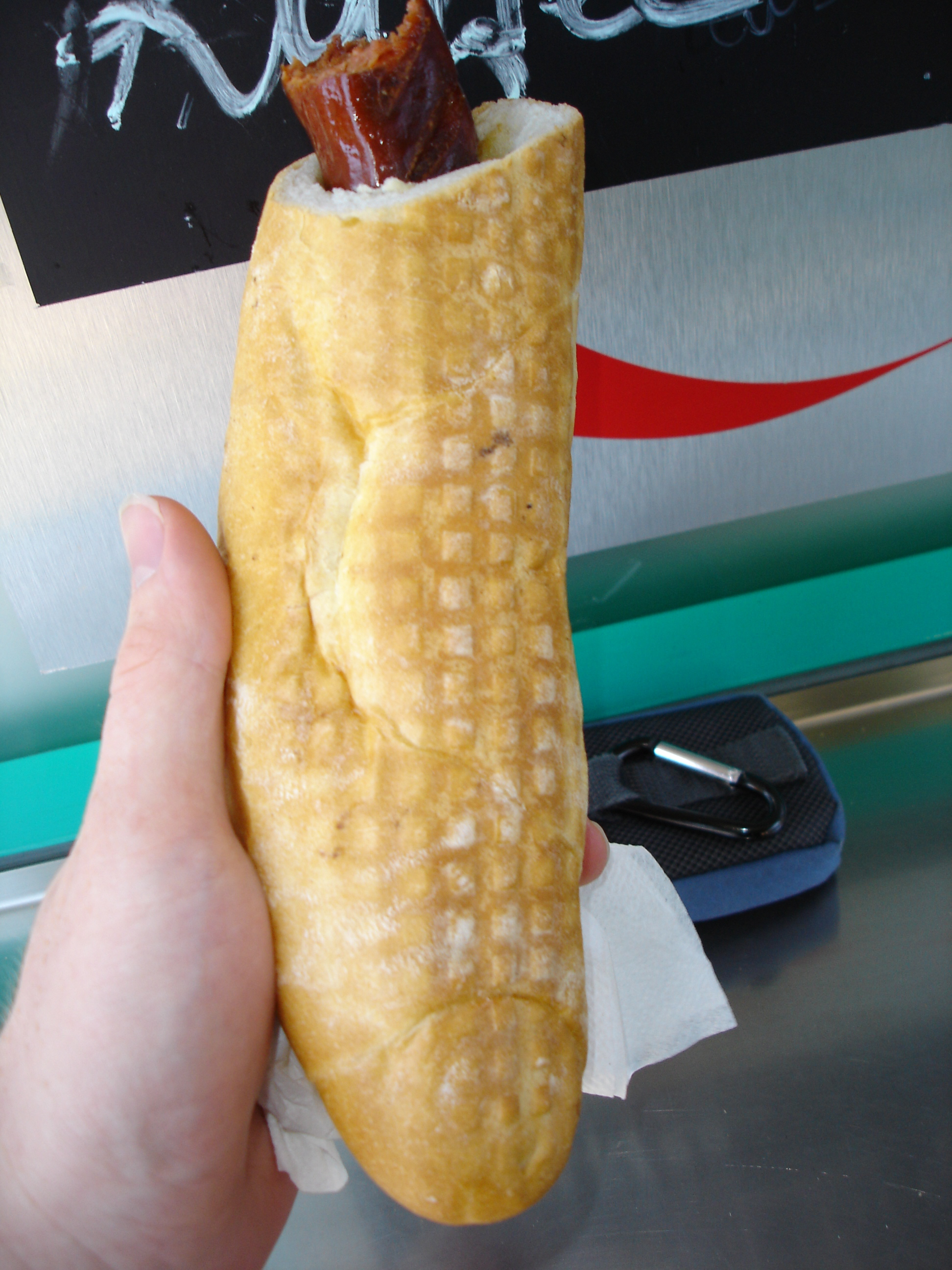
Bun pour hot dog.
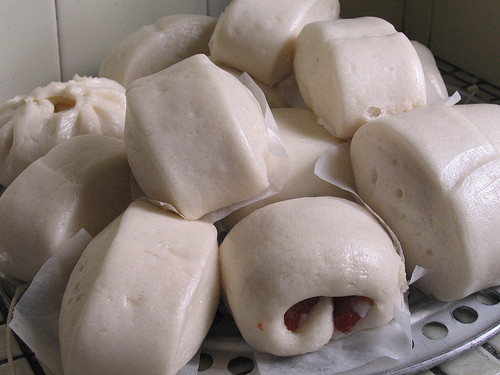
Mantou.